# Lotus rubriflorus
Lotus rubriflorus là một loài thực vật có hoa trong họ Đậu. Nó là loài đặc hữu của California.